# 五台金腰
五台金腰（学名：Chrysosplenium serreanum）为虎耳草科金腰属下的一个种。

## 扩展阅读
- 維基物種上的相關：五台金腰